# 无忧宫 (丹麦)
无忧宫（丹麥語：Sorgenfri Slot）是丹麦王室的一座行宫，位于丹麦首都大区靈比-措拜克市鎮，采用新古典主义建筑风格。其周边的社区也因无忧宫得名“无忧”，丹麦国家铁路利用所属国铁线路开办的哥本哈根市郊铁路亦在附近设有“无忧站”。
无忧宫始建于1705年，当时的总设计师是François Dieussart。始建时的建筑仅有地基和地下室保存至今。无忧宫现存建筑建于1756年，总设计师是Lauritz de Thurah。18世纪90年代时，无忧宫曾进行扩建工程，由丹麦建筑师彼得·梅恩主持设计。圆塔为后来加建，1791年开工，1794年完工。前丹麦国王克里斯蒂安十世亦曾与他的家人一同在无忧宫避暑。无忧宫现已对公众开放。
无忧宫周边还拥有一座大型公园，默勒河也位于公园附近。公园始建于18世纪，19世纪仍在续建，采用英式浪漫主义风格，内有多座小型建筑。

## 外部鏈接
55°46′44″N 12°29′49″E / 55.77889°N 12.49694°E